# Manuscritos de hoja de palma

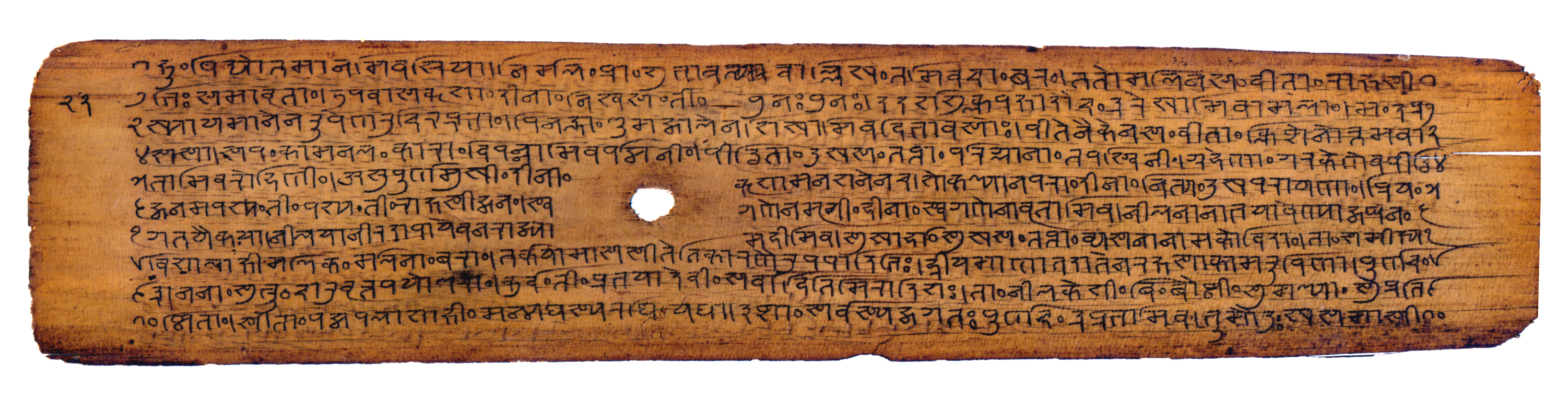
Un manuscrito de hoja de palma en escritura Nandinagari.

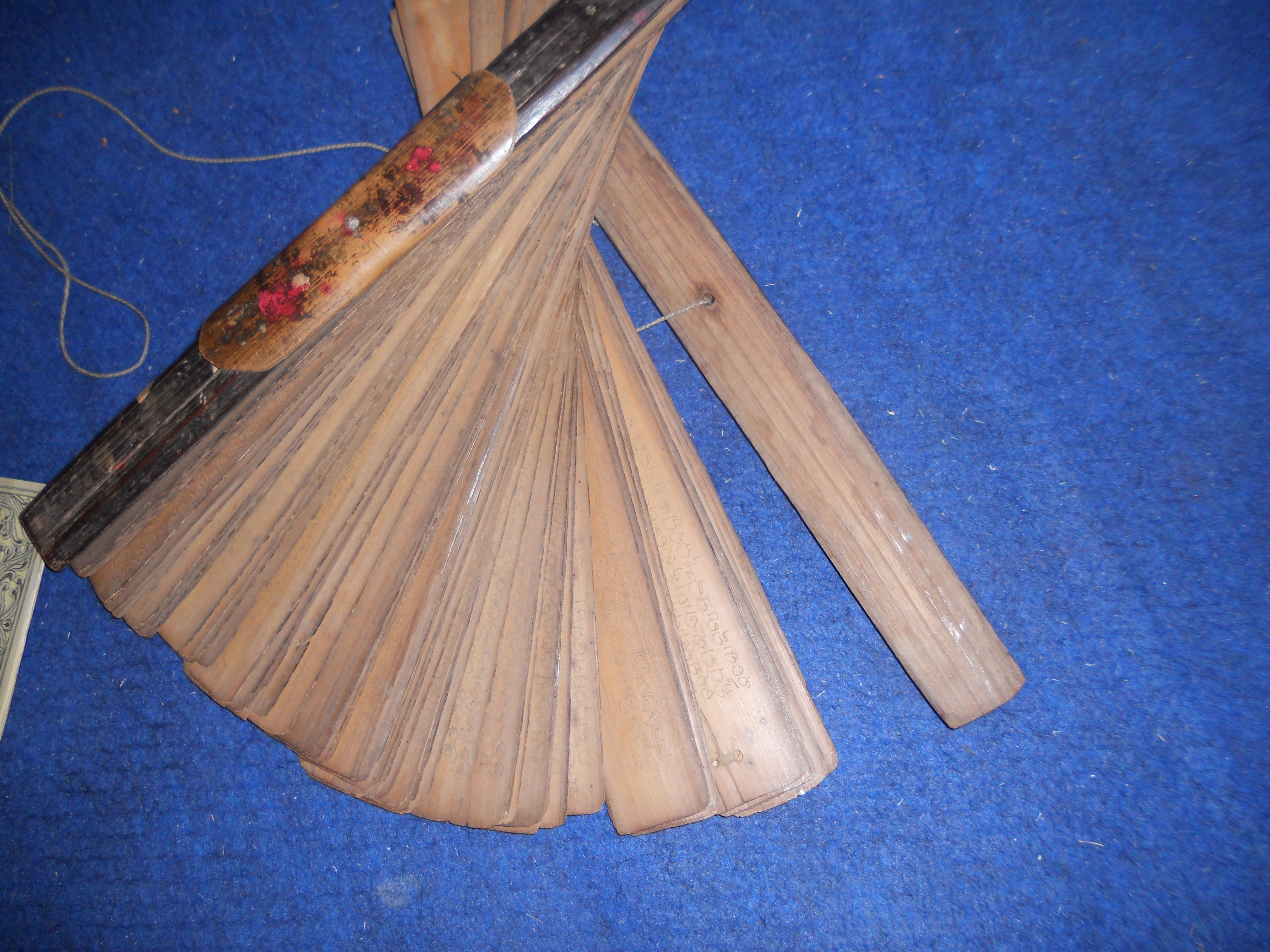
Manuscritos de hojas de palma del en escritura Odia.

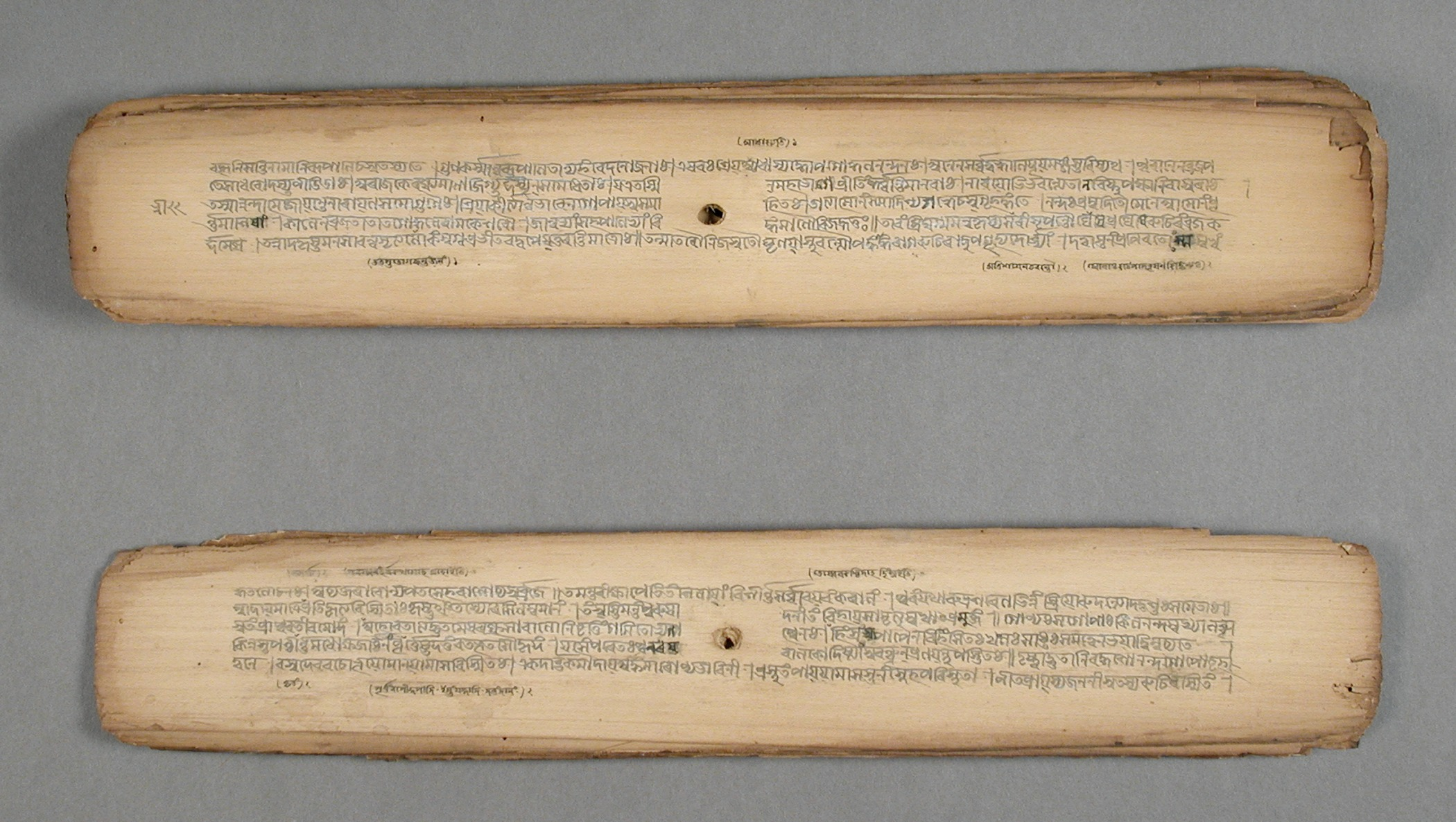
Hindú Bhagavata-purana del en manuscrito de hoja de palma

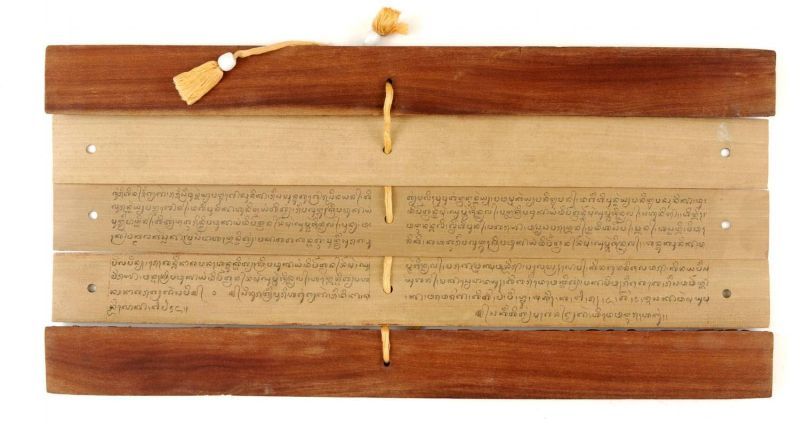
Un manuscrito de texto hindú de hoja de palma de Bali, Indonesia, que muestra cómo los manuscritos se ataban en un libro.

Los manuscritos de hojas de palma son manuscritos hechos de hojas de palma secas. Las hojas de palma se utilizaron como material de escritura en el subcontinente indio y en el sudeste asiático desde el siglo V a. C.  y posiblemente mucho antes. Su uso comenzó en el sur de Asia y se extendió a otros lugares, como textos sobre hojas de palma secas, tratadas con humo de la especie Borassus (palma de Palmyra) o la hoja Ola (hoja de Corypha umbraculifera o la palma de talipot).
Uno de los más antiguos manuscritos de hojas de palma que se conservan de un tratado completo es un texto sánscrito del shivaísmo del siglo IX, descubierto en Nepal, que actualmente se preserva en la Biblioteca de la Universidad de Cambridge. El Manuscrito de Spitzer es una colección de fragmentos de hojas de palma encontrados en las Cuevas de Kizil, China. Se han datado en torno al siglo II d. C. y son el manuscrito filosófico más antiguo conocido en sánscrito.

## Historia
El texto de los manuscritos de hojas de palma se inscribía con un cuchillo, como utensilio de escritura, en hojas de palma de corte rectangular y curadas; luego se aplicaban colorantes en la superficie y se limpiaban, dejando la tinta en los surcos incisos. Cada hoja tenía un agujero a través del cual podía pasar una cuerda, y con ellas las hojas eran atadas con un cordel para atarlas como un libro. El texto de una hoja de palma así creada duraría entre unas pocas décadas y unos 600 años antes de que se descompusiera debido a la humedad, la actividad de los insectos, el moho y la fragilidad. Por lo tanto, el documento tenía que ser copiado en nuevos conjuntos de hojas de palma secas.  Los más antiguos manuscritos indios de hojas de palma  que han pervivido se han encontrado en climas más fríos y secos, como en partes de Nepal, Tíbet y Asia Central, la fuente de los manuscritos del primer milenio a. C.
Las hojas individuales de las palmas se llamaban Patra o Parna en sánscrito (Pali/Prakrit: Panna), y el medio cuando estaba listo para escribir se llamaba Tada-patra (o Tala-patra, Tali, Tadi). El famoso manuscrito indio del siglo a. C. llamado el Manuscrito de Bower descubierto en el Turquestán chino, fue escrito en hojas de corteza de abedul con forma de hojas de palma tratadas.
Los templos hindúes a menudo servían como centros donde los antiguos manuscritos se usaban rutinariamente para el aprendizaje y donde los textos se copiaban cuando se desgastaban. En el sur de la India, los templos y los matha asociados cumplían funciones de custodia, y un gran número de manuscritos sobre filosofía hindú, poesía, gramática y otros temas se escribían, multiplicaban y preservaban dentro de los templos. Las pruebas arqueológicas y epigráficas indican la existencia de bibliotecas llamadas Sarasvati-bhandara, que posiblemente datan de principios del siglo XII y que emplean bibliotecarios, adscritas a los templos hindúes. También se conservaron manuscritos de hojas de palma en el interior de los templos jainistas y en los monasterios budistas.
Con la difusión de la cultura india en países del sudeste asiático como Indonesia, Camboya, Tailandia y Filipinas, estas naciones también se convirtieron en el hogar de grandes colecciones. Manuscritos de hojas de palma llamados Lontar en bibliotecas de piedra dedicadas han sido descubiertos por arqueólogos en los templos hindúes en Bali Indonesia y en los templos camboyanos del siglo X como Angkor Wat y Banteay Srei.
Uno de los más antiguos manuscritos sánscritos sobrevivientes en hojas de palma es el del Parameshvaratantra, un texto de la escuela Shaiva Siddhanta hinduista. Es del siglo IX, y está fechado alrededor del 828 d. C. La colección de hojas de palma descubierta también incluye algunas partes de otro texto, el Jñānārṇavamahātantra , que actualmente se encuentra en la Universidad de Cambridge.
Con la introducción de las imprentas a principios del siglo XIX, el ciclo de copia de las hojas de palma llegó a su fin. Muchos gobiernos se esfuerzan por preservar lo que queda de sus documentos de hojas de palma.

### Sur de Asia

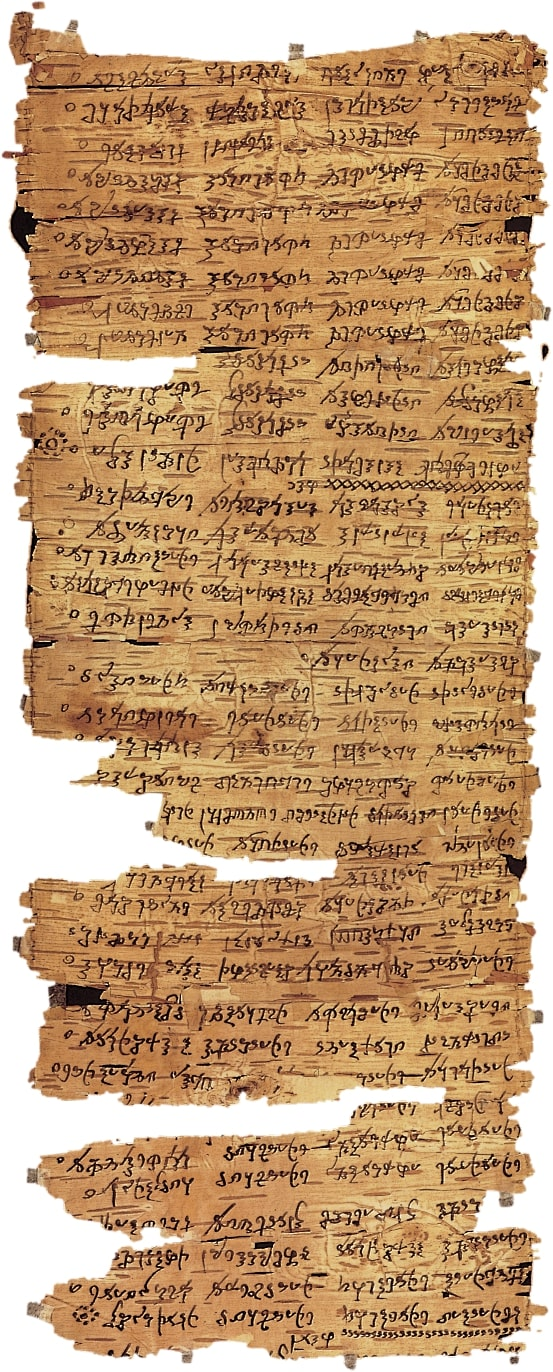
Manuscrito indio sobre corteza de abedul.

En India, las hojas de la palma de palma de Ceilán (Corypha umbraculifera) se utilizaban originalmente como soporte de escritura. Originarios de la parte más meridional de la India, probablemente fueron introducidos en la parte septentrional del subcontinente tras la expansión del Imperio Maurya en el siglo II a. C. Su uso, sin embargo, no se afianzó hasta el período Kushana (siglo I d. C.) Además de la hoja de palma, en la antigua India también se utilizaban otros materiales de escritura, como la corteza de abedul, que se siguió utilizando en Cachemira hasta el siglo XVIII.
Los manuscritos más antiguos se han conservado en zonas donde el clima favorece la conservación. En Turfán, un oasis en el desierto de Taklamakán en la Ruta de la seda, se han encontrado fragmentos de placas de hierro de la India. Según el tipo de escritura, datan del período del Imperio kushán (circa siglo I d. C.). Son probablemente los manuscritos indios más antiguos que aún existen. En Nepal, donde el clima es más fresco que en la India, muchos manuscritos antiguos de hojas de palma han sobrevivido. El manuscrito nepalés más antiguo que contiene una fecha probablemente data del 811 d. C. Los masucritos más antiguos conocidos en el sur de la India se conservan en un templo jainista en Moodabidri y datan de 1112.
Bajo la influencia islámica, las hojas de palma fueron sustituidas por papel a partir del siglo XIII en el norte de la India y en Nepal. Sin embargo, los manuscritos de papel de India siguieron estando influenciados por sus precursores. Por ejemplo, conservan su formato de ancho completo y a menudo tienen círculos puramente ornamentales en lugar de los agujeros para la cuerda que originalmente mantenía unido el manuscrito. En el noroeste de la India, el papel sustituyó completamente a la hoja de palma ya en el siglo XV; en el este de la India se siguió utilizando hasta el siglo XVII.
En el sur de India y en Sri Lanka, la hoja de palma siguió siendo el material de escritura preferido y solo se abandonó con la aparición de las imprentas en el siglo XIX. Sin embargo, la palma de Ceilán fue reemplazada por la palmera Palmira (Borassus flabellifer) a partir del siglo XVI. La razón de esto es probablemente la mayor utilidad de esta palma, donde el fruto también puede ser utilizado para la producción de azúcar. Sin embargo, como material de escritura, las hojas de la palma de azúcar son inferiores a las de la palma de Ceilán, porque son más pequeñas y menos flexibles y no absorben tan bien la tinta. Como resultado, en el sur de India, el uso de la tinta fue sustituido por el grabado con una punta de metal.

### Sudeste asiático

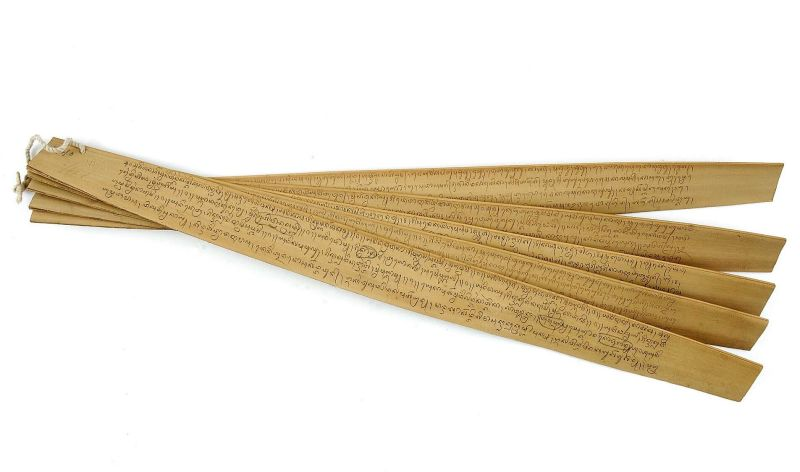
Datos astronómicos que reglamentan el año agrícola escritos en balinés en cinco hojas largas.

Las palmas más utilizadas fueron el árbol latan (Corypha lecomtei)) en Camboya, y la palma Palmyra en Birmania2. En Tailandia, los ôles se utilizaban principalmente para las escrituras budistas, mientras que los textos seculares se escribían en libros de acordeón (leporellos) de samut khoi producidos con la corteza de Streblus asper.
Los manuscritos de hojas de palma también estaban muy difundidos en el archipiélago malayo. Sin embargo, se siguieron utilizando hasta el siglo XIX sólo en Java y Bali, donde se conservó la el alfabeto indio (alfabeto balinés y javanés). Esta disminución se debe a la islamización de la región a partir del siglo XIV, que fue acompañada por el uso de una versión local de la escritura árabe (jawi) y del papel como medio de escritura.

## Relación con el diseño de sistemas de escritura
El diseño redondo y cursivo de las letras de muchas escrituras del sur de la India y del sudeste asiático, como Devanagari, Nandinagari, Telugu, Lontara, Javanés, Balinesa, Odia, Birmana, Tamil, Khmer, etc., puede ser una adaptación al uso de las hojas de la palma, ya que las letras angulares podrían desgarrar las hojas.

## Variaciones regionales

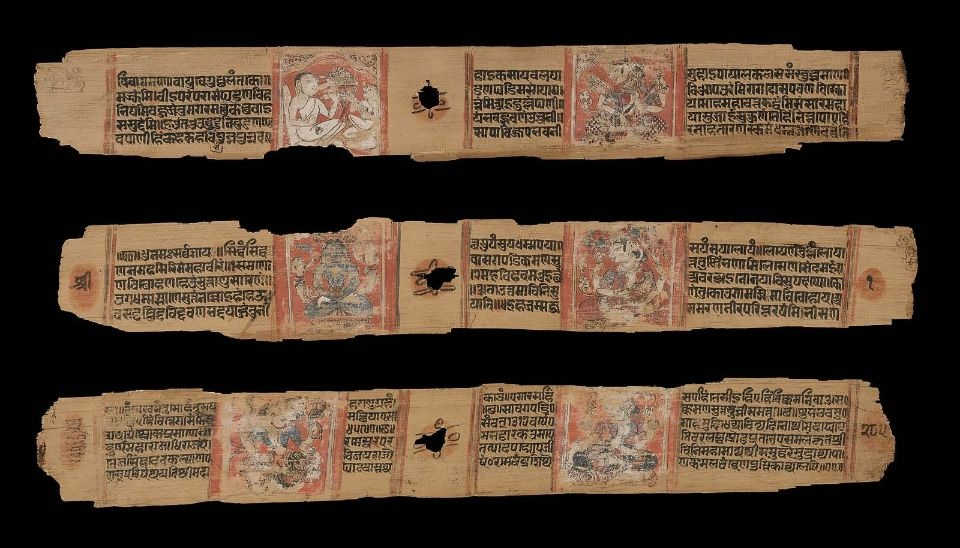
Un manuscrito de hoja de palma jainista de Rayastán.

### Odisha
Los manuscritos de hojas de palma de Odisha incluyen escrituras, imágenes de Devadasi y varios mudras del Kama-sutra. Algunos de los primeros descubrimientos de los manuscritos de hoja de palma de Odia incluyen escritos como Smaradipika, Ratimanjari, Pancasayaka y Anangaranga tanto en Odia como en sánscrito. El Museo Estatal de Odisha en Bhubaneshwar alberga 40 000 manuscritos de hoja de palma, la mayoría de ellos escritos en el alfabeto Odia, aunque el idioma es el sánscrito. El manuscrito más antiguo de aquí pertenece al siglo XIV, pero el texto puede ser datado en el siglo II.

### Tamil Nadu

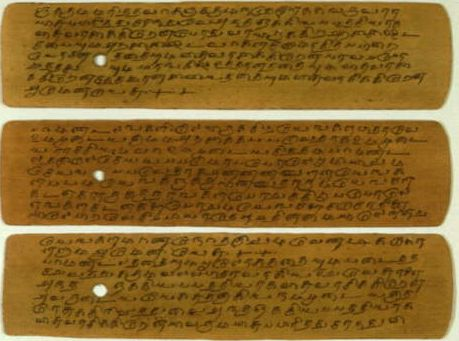
Oraciones cristianas del en tamil, en manuscritos de hojas de palma.

En 1997 la Organización de las Naciones Unidas para la Educación, la Ciencia y la Cultura (UNESCO) reconoció la Colección de Manuscritos Médicos Tamiles como parte del Registro Memoria del Mundo. Un muy buen ejemplo del uso de los manuscritos de hojas de palma para almacenar la historia es un libro de gramática tamil llamado Tolkāppiyam que fue escrito alrededor del siglo III a. C. Un proyecto de digitalización global liderado por la Fundación del Patrimonio Tamil recoge, conserva, digitaliza y pone a disposición de los usuarios documentos antiguos de manuscritos de hojas de palma a través de Internet.

### Java y Bali
En Indonesia el manuscrito de la hoja de palma se llama lontar. La palabra indonesia es la forma moderna del rontal de la antigua Java. Está compuesta por dos palabras del antiguo javanés, a saber, ron «hoja» y tal «Borassus flabellifer, palma de palmera». Debido a la forma de las hojas de la palmera palmera, que se extienden como un abanico, estos árboles también son conocidos como "árboles de abanico". Las hojas del árbol rontal se han utilizado siempre para muchos fines, como la fabricación de esteras trenzadas, envoltorios de azúcar de palma, cucharas de agua, adornos, herramientas rituales y material de escritura. Hoy en día, el arte de la escritura en  rontal todavía sobrevive en Bali, realizado por los brahmanes balineses como un deber sagrado para reescribir los textos hindúes.

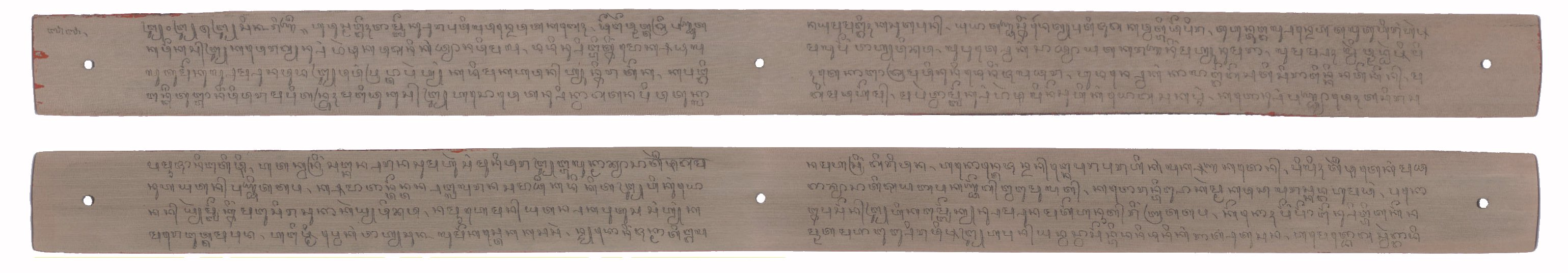
Manuscrito balinés de hoja de palma con el Kakawin Arjunawiwāha.

Muchos manuscritos antiguos de la antigua Java, fueron escritos en manuscritos de hojas de palma rontal. Manuscritos datados en el siglo XIV, XIV y XV durante el Imperio mayapajit. Algunos fueron encontrados incluso antes, como el Arjunawiwaha, el Smaradahana, el Nagarakretagama y el Kakawin Sutasoma, que fueron descubiertos en las islas vecinas de Bali y Lombok. Esto sugiere que la tradición de preservar, copiar y reescribir manuscritos de hoja de palma continuó durante siglos. Otros manuscritos de hojas de palma incluyen obras en idioma sondanés: el Carita Parahyangan, el Sanghyang Siksakandang Karesian y el Bujangga Manik.

## Producción y conservación
Antes de que puedan ser utilizadas, las hojas de la palma se cortan al tamaño deseado. El formato extremadamente ancho de las hojas se debe a las dimensiones naturales de la hoja de palma. Por regla general, el ancho está entre 15 y 60 cm y la altura entre 3 y 12 cm. Para hacerlas flexibles, las hojas de palma se hierven, se secan y luego se pulen y se alisan. El número requerido de hojas de palma se agrupan para formar un paquete. Para ello, las hojas individuales están provistas de uno o dos agujeros a través de los cuales se utiliza una cuerda para mantener el paquete unido. Para proteger las hojas, el manuscrito recibe una cubierta, generalmente de madera (a veces de metal, cuerno, caparazón de tortuga o marfil)) en la parte superior e inferior. Estas placas de cubierta se llaman ais. Finalmente, el paquete se envuelve en una tela.> A veces también hay hojas elegantemente trabajadas en las que las hojas han sido cortadas de manera especial, por ejemplo textos hindúes en forma de lingam.

## Escritura
Se utilizaron dos métodos para escribir los manuscritos: tinta con una pluma o un pincel en el norte o incisos con un estilete en el sur. En este caso, el manuscrito era cubierto con una mezcla de aceite y hollín y luego se secaba. La mezcla negra permanece pegada en las incisiones y así revela el texto.'

## Conservación
Como material natural, la hoja de palma es susceptible a la putrefacción y -dependiendo de las condiciones climáticas- es eventualmente destruida por los insectos, especialmente los pececillos de plata. Hay varios métodos tradicionales para preservar las hojas. Las hojas pueden tratarse con aceite de hierba limón, que actúa como insecticida natural, o con cera de abejas o cera china. Un manuscrito escrito en una hoja de palma tiene una vida limitada y debe ser copiado en una nueva hoja antes de que se quede inutilizable.

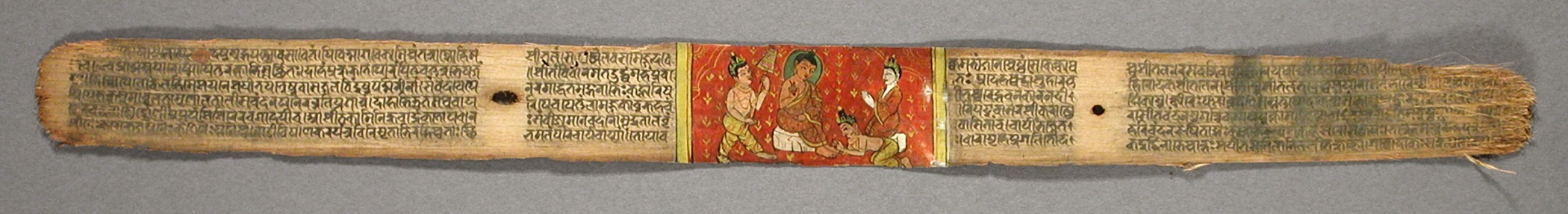
El Susruta-samhita, tratado de medicina ayurvédica del -, Nepal.